# اپیروس (کشور باستانی)
اپیروس (/ɪˈpaɪrəs/؛ یونانی: Ἄπειρος، Ápeiros؛ یونانی آتیک: Ἤπειρος، Ḗpeiros) یک قلمرو پادشاهی و سپس جمهوری در شمال غرب یونان باستان، واقع در منطقه جغرافیایی اپیروس بود. این ایالت که محل زندگی اپیروسی‌های باستان بود، از جنوب با اتحادیه آتولی، از شرق با تسالی و مقدونیه باستان و از شمال با قبایل ایلیریایی هم‌مرز بود. مشهورترین حاکم اپیروس پادشاه پیرهوس بود که قلمرو اپیروس را به یک ایالت قدرتمند در سرزمین یونان (در طول ۲۸۰–۲۷۵ قبل از میلاد) تبدیل کرد که با کشورهایی مانند مقدونیه باستان و روم باستان قابل مقایسه بود. ارتش پیرهوس همچنین در جریان لشکرکشی ناموفق خود در جنوب ایتالیای امروزی، علیه دولت روم باستان وارد جنگ شد.

## تاریخ

#### پیشاتاریخ
اپیروس حداقل از دوران نوسنگی توسط دریانوردان (در امتداد ساحل) و شکارچیان و چوپانان (در نواحی داخلی) که زبان یونانی را نیز با خود به ارمغان آورده بودند، اشغال شده‌است.
این اقوام نوسنگی رهبران خود را در تومولهای بزرگ (تپه‌های خاکی که بر فراز قبر بلند شده بودند) دفن می‌کردند که حاوی مقبره‌هایی شبیه به مقبره‌های ساخته شده توسط مردم میسنی بود. به دلیل این تشابهات آیینی، ممکن است پیوند اجدادی بین اپیروسی‌ها و میسنی‌ها وجود داشته باشد.
تعدادی از بقایای تمدن میسنی نیز در نواحی مختلف اپیروس از جمله در مهم‌ترین مکان‌های مذهبی باستانی در منطقه، مثل نکرومانتیون آکرون (روی رودخانه آکرون) و در اوراکل زئوس در دودونا، یافت شده‌است.
همچنین مشخص است که اپیروس با سایر مناطق یونان باستان نیز، از جمله مقدونیه، تسالی، آتولیا و آکارنانیا ارتباط قوی داشت.
دوریان‌ها در پایان هزاره دوم قبل از میلاد (حدود ۱۱۰۰ تا ۱۰۰۰ قبل از میلاد) از اپیروس و مقدونیه به یونان حمله کردند، اگرچه دلایل مهاجرت آنها مبهم است. ساکنان اصلی منطقه در اثر تهاجم به سمت جنوب به سرزمین اصلی یونان رانده شدند و در اوایل هزاره اول قبل از میلاد سه دسته اصلی از قبایل یونانی زبان در اپیروس ظهور کردند. اینها چائونی‌ها در شمال غربی اپیروس، مولوسیان در مرکز، و تسپروتی‌ها در جنوب بودند. منطقه ای که هر یک از این اقوام اپیروسی در آن زندگی می‌کردند نام خاص خود را داشتند (چائونیا، مولوسیا، تسپروتیا)، بنابراین در ابتدا نام واحدی برای کل منطقه وجود نداشت.
نام یونانی اپیروس (به یونانی: Ήπειρος) به معنای «سرزمین اصلی» یا «قاره»، اولین بار در آثار هکاتائوس از میلتوس در قرن ششم قبل از میلاد ظاهر شد و یکی از معدود نام‌های یونانی از دید ناظران خارجی است. دیدگاه دریایی-جغرافیایی اگرچه در اصل یک نام بومی اپیروسی نبود، اما بعداً توسط ساکنان منطقه پذیرفته شد.

## مقالات مرتبط
پیرهوس
مولوسیان
پیروزی پیرهی